# Dalby (Lincolnshire)
Dalby – wieś i civil parish w Anglii, w Lincolnshire, w dystrykcie East Lindsey. W 2011 civil parish liczyła 41 mieszkańców. Dalby jest wspomniana w Domesday Book (1086) jako Dalbi.